# Nørholm (parochie)
Nørholm is een parochie van de Deense Volkskerk in de Deense gemeente Aalborg. De parochie maakt deel uit van het bisdom Aalborg en telt 574 kerkleden op een bevolking van 639 (2004).
Historisch maakt de parochie deel uit van de herred Hornum.In 1970 ging de parochie op in de nieuwe gemeente Aalborg.

Bislev · Dall · Ejdrup · Ellidshøj · Farstrup · Ferslev · Frejlev · Godthåb · Lundby · Nibe · Nørholm · Sebber · Sønderholm · Store Ajstrup · Svenstrup · Vokslev · Volsted